# ムササビ
ムササビ（鼯鼠、鼺鼠、学名：Petaurista leucogenys）は、ネズミ目（齧歯目）リス科リス亜科ムササビ属に属する哺乳類の一種である。ムササビ類の総称でもある。
ノブスマ（野臥間、野衾）、バンドリ、オカツギ、ソバオシキ、モマなど多くの異名（地方名）がある。

## 形態
長い前足と後足との間に飛膜と呼ばれる膜があり、飛膜を広げることでグライダーのように滑空でき、樹から樹へと飛び移ることができる。手首には針状軟骨という軟骨があり、普段は折りたたまれているこの軟骨を、滑空時に外側に張り出すことで、飛膜の面積を増やすことができる。長いふさふさとした尾は滑空時には舵の役割を果たす。頭胴長27-49cm、尾長28-41cm、体重700-1500gと、近縁のモモンガ類に比べて大柄である（ホンドモモンガは頭胴長14-20cm、尾長10-14cm、体重150-220g）のみならず、日本に生息するネズミ目としては在来種内で最大級である。移入種を含めても、本種を上回るものはヌートリアくらいしかいないとされる。

## 分布
ムササビは日本の固有種であり、本州（下北半島の山地から）､四国、九州に生息している。生息地によってニッコウムササビ、ワカヤマムササビ、キュウシュウムササビの3亜種に分けられている。

## 生態

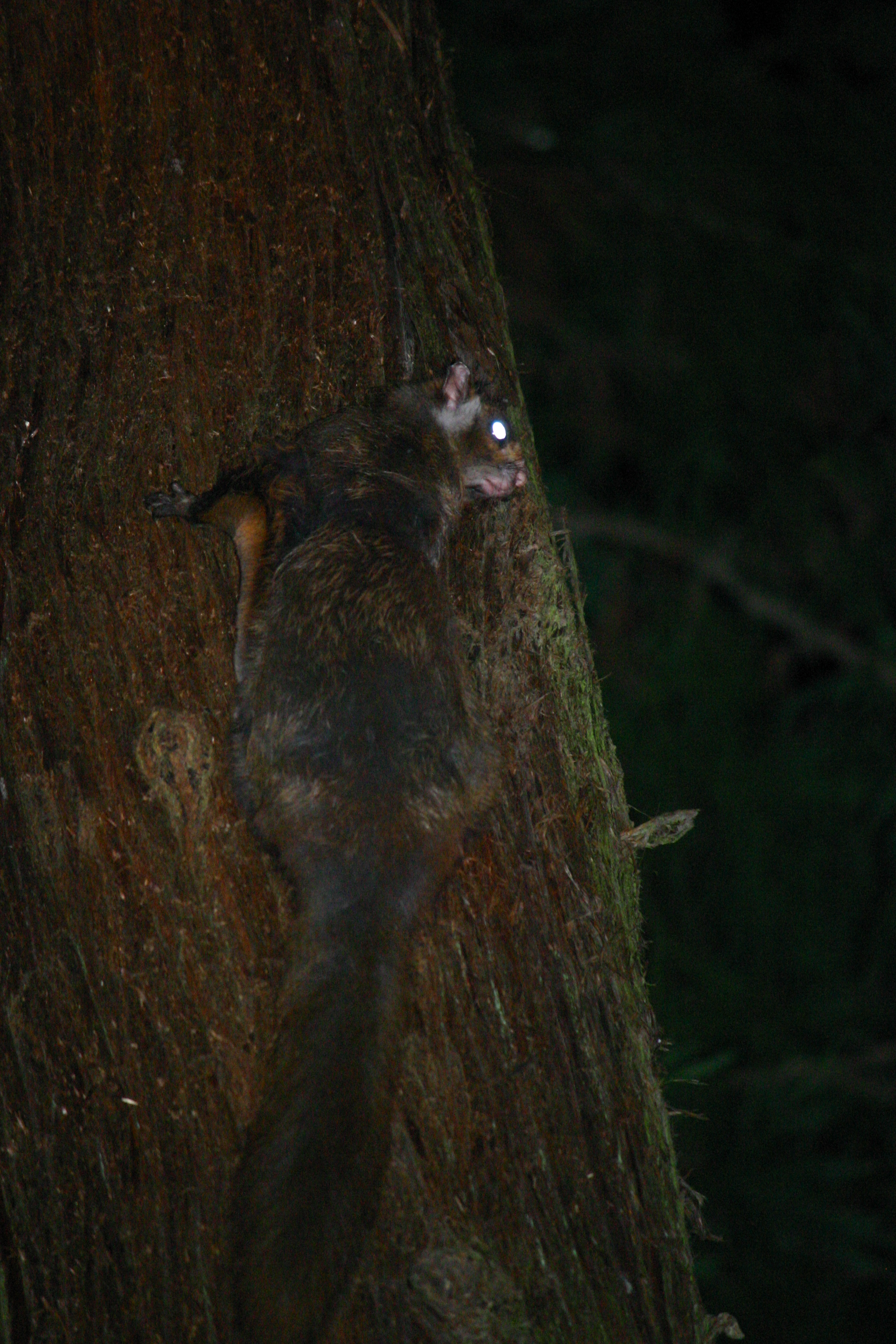
東京都八王子市で撮影された野生のムササビ

山地や平地の森林に生息する。特に、巣になる樹洞があり、滑空に利用できる高木の多い鎮守の森を好む。
夜行性。完全な樹上生活者で、冬眠はしない。最大120メートル以上の滑空が可能で、その速度は最大秒速16メートルにもなる。ケヤキやカエデなどの若葉、種子、ドングリ、カキの果実、芽、ツバキの花、樹皮など、季節に応じてさまざまな樹上の食物を食べる。地上で採食はしない。葉の食べ痕は中央に丸い穴が開いていたり、V字型に削られたようになる。松ぼっくりの食べ痕は芯を残すのでエビフライ状になる。大木の樹洞、人家の屋根裏などに巣を作る。メスは1ヘクタール程度の同性間のなわばりをもつ。オスは2ヘクタール程度の行動圏をもつが、特になわばりをもたず、同性同士の行動圏は互いに重なり合っている。
冬と初夏の年2回発情期を迎える。発情期には交尾の順位をめぐり、オス同士が激しい喧嘩を繰り広げる。ムササビの陰茎は「コルク抜き」のような形状をしており、次に交尾しようとするオスは、陰茎を用いて前の雄の精液により形成された交尾栓を取り除き、交尾を行っている。平均74日の妊娠期間を経て、春と秋に1-2匹の子を産む。子育てはメスだけで行うが、餌を採りに通常より短い周期で毎晩巣を空ける。授乳期間は約91日、子供は生後約58日で巣から出る。平均寿命は約6-10年だが、飼育下では約15年に伸びる。
天敵としてはテンやイタチ、キツネなど食肉目に属する動物、並びにフクロウやタカなどの猛禽類が挙げられる。また、ニホンザルは本種を捕食しないにもかかわらず集団で執拗に追跡して攻撃を加える。ニホンザルの追跡を受けている間は木を十分に登る間もなく次の滑空に移らざるを得ないため、次第に高度を失うこととなる。逃避に失敗した場合、地面へ着地したところを捕獲され、多数のサルから攻撃を受ける。この際に死に至ることも多い。ニホンザルが本種に対して攻撃を加える理由としては、ニホンザルの天敵でもある猛禽類と同様に滑空する本種を攻撃することがメスへの性的アピールになっている説や、滑空するという共通点を以って猛禽類と同一視して防衛行動をとっている説がある。

## 分類
リス亜科ムササビ属に属する。安藤 (1986) などにより、ムササビ亜科に、または、Thorington (2002)、霍野 (2007) などにより、モモンガ亜科 (Pteromyinae)に位置付けられていたが、Steppan (2006) によると、モモンガ類とともにリス亜科に分類されている 。ムササビ属には、8種が含まれ、東アジア、南アジア、東南アジアに分布する。インドネシアに生息するオオアカムササビ Petaurista petaurista は頭胴長約45cm、尾長約50cmの大型のムササビである。

## モモンガとの相違点
漢字表記の「鼯鼠」がムササビと同時にモモンガにも用いられるなど両者は古くから混同されてきた。両者の相違点としては上述の個体の大きさが挙げられるが、それ以外の相違点としては飛膜の付き方が挙げられる。モモンガの飛膜は前肢と後肢の間だけにあるが、ムササビの飛膜は前肢と首、後肢と尾の間にもある。また、ムササビの頭部側面には、耳の直前から下顎にかけて、非常に目立つ白い帯がある（画像参照）。ムササビは単独行動だが、モモンガは平均5頭で集団生活を行う。

## 滑空する動物
ムササビなど滑空性のリスと同様に飛膜をもち、滑空する哺乳類として、同じネズミ目に属するが科の異なるウロコオリス類、フクロネズミ目（有袋類）のフクロモモンガ、ヒヨケザル目（皮翼目）のヒヨケザルなどが知られている。

## 人との関係

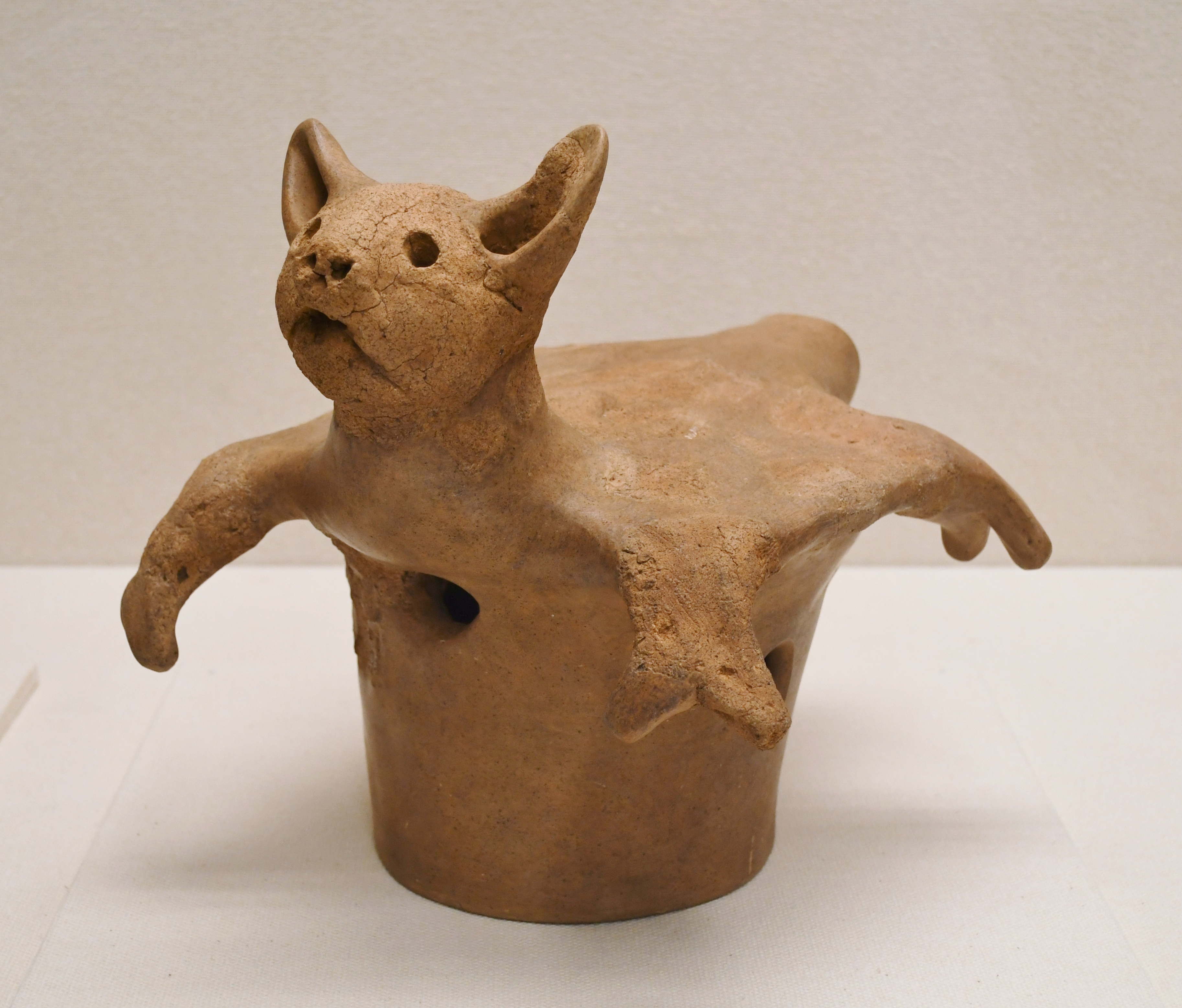
古墳時代のムササビ形埴輪
南羽鳥正福寺1号墳出土。松戸市立博物館企画展示時に撮影。

ムササビは、日本では古くから狩猟の対象であった。縄文時代では、青森県青森市に所在する三内丸山遺跡において、縄文集落に一般的なシカ・イノシシを上回るムササビ・ウサギが出土しており、巨大集落を支えるシカ・イノシシ資源が枯渇していたことを示していると考えられている。また古墳時代の遺物として、千葉県南羽鳥正福寺1号墳からはムササビ形埴輪が出土している。
時代によっては保護の対象ともなり、平安時代の国史『日本後紀』（9世紀成立）には、ムササビの利用を禁ずるとする記述がある。特に、保温性に優れたムササビの毛皮は防寒具として珍重され、第二次世界大戦では物資が不足する中で、ムササビ1匹の毛皮は、当時の学校教員の月給に匹敵するほどの値段となった。被毛は筆の材料としても利用され、他にはない粘りと毛先に独特の趣がある。現在の日本では、ムササビは鳥獣保護法において「非狩猟鳥獣」であるため、狩猟は不可能となっている。
文献記述としては、『万葉集』ですでにみられ、267番の歌では「牟佐々婢」、1028番では「牟射佐毗」、1367番では「武佐左妣」などと表記される。ムササビという語源については、中村浩の著『動物名の由来』（東京書籍）において、小ささから「身細（むささ）び」と呼んだとする（身を「ム」と読むのは「ムクロ」と同じであり、小さいを「ササ」と呼ぶのは竹やさざ波と同じ）。特に『万葉集』1367番の内容は、「ムササビが鳥を待つように私も（あなたを）待って痩せてしまう」といったもので、身細＝ムササとかけている。
時代は下って、『和名類聚抄』（10世紀中頃成立）巻十八「毛群類」の鼯鼠の項目では、和名を毛羙（、ミの漢字の方は現代日本では使われておらず、羊部の下に火）＝モモンガとした上で、「俗にいう無佐々比」と記し、この時点でモモンガとの混同が見られる。内容としては、コウモリの肉翼に似ていると記述されている。
江戸時代の『和漢三才図会』巻第四十二「原禽類」において、コウモリと同様に鳥類の分類で扱われており、和名を「毛羙（モミ）」、「俗にいう無左々比」と和名類聚抄を引用した上で（漢字表記に変化は見られる）、「今いう野衾（ノブスマ）、またいう毛毛加（モモカ）」と記している。絵図は、羽の形状がコウモリに似て前足が長く描かれ、尾はリスに似ている。
大分県ではソバオシキと呼ばれ（「傍折敷」の表記は、14世紀の『太平記』にも見られる）、「その皮を枕元に置くか、身に着けて寝ると産が軽くなる」という安産呪具としている（後述書 p.715.）他、神奈川県ではバンドリと呼ばれ、その「肉が腎臓薬になる」とする俗信があり(後述書 p.716.）、愛媛県ではその「胆嚢が人の胃病の妙薬になる」とする民間療法がある。